# Гневиц
Гневиц (нем. Gnewitz) — община в Германии, в земле Мекленбург-Передняя Померания.
Входит в состав района Бад-Доберан. Подчиняется управлению Тессин. Население составляет 221 человек (на 31 декабря 2010 года). Занимает площадь 10,09 км².